# The St. Regis Chicago
The St. Regis Chicago (zuvor Vista Tower, Wanda Vista Tower, ehemals 375 E. Wacker) ist ein Wolkenkratzer in Chicago. Das Gebäude befindet sich am East Wacker Drive, am nördlichen Ende des Chicago Loops.
Das 365 Meter hohe Wohn- und Hotelgebäude hat 101 Etagen und wurde von der Architektin Jeanne Gang entworfen. Es ist das dritthöchste Gebäude der Stadt, nach dem Willis Tower und dem Trump Tower.

## Beschreibung
Auffällig sind drei Rücksprünge bei 59, 179 und 259 m. Die unbewohnte 83. Etage ist offen – auf diese Weise wird die Windkraft auf das Gebäude verringert, sodass Schwankungen des Bauwerks reduziert werden.
Die unteren 11 Etagen des Gebäudes sollen als Hotelfläche genutzt werden. In den darüber liegenden Geschossen befinden sich insgesamt 396 Eigentumswohnungen (der ursprüngliche Plan sah zwar 410 Wohneinheiten vor, einzelne Käufer fassten aber mehrere kleinere Einheiten zu größeren zusammen). Die Preise der vorab verkauften Wohneinheiten lagen zwischen 840.000 US-Dollar und 18,5 Mio. US-Dollar.
Im Juli 2020 wurde bekannt, dass das zur chinesischen Wanda Group gehörige Unternehmen Wanda Hotel Development, das zu 90 Prozent am Vista Tower beteiligt war, seine Anteile für 270 Millionen US-Dollar an den bisherigen Minderheitsinvestor, die in Chicago ansässige Magellan Development Group, verkauft.
Im November 2020 wurde der Name des Gebäudes auf The St. Regis Chicago geändert:  Das für die unteren zwölf Etagen vorgesehene Hotel wird durch das zum Marriott-Konzern gehörige Unternehmen St. Regis Hotels & Resorts betrieben.

## Galerie

Die Baustelle im April 2019
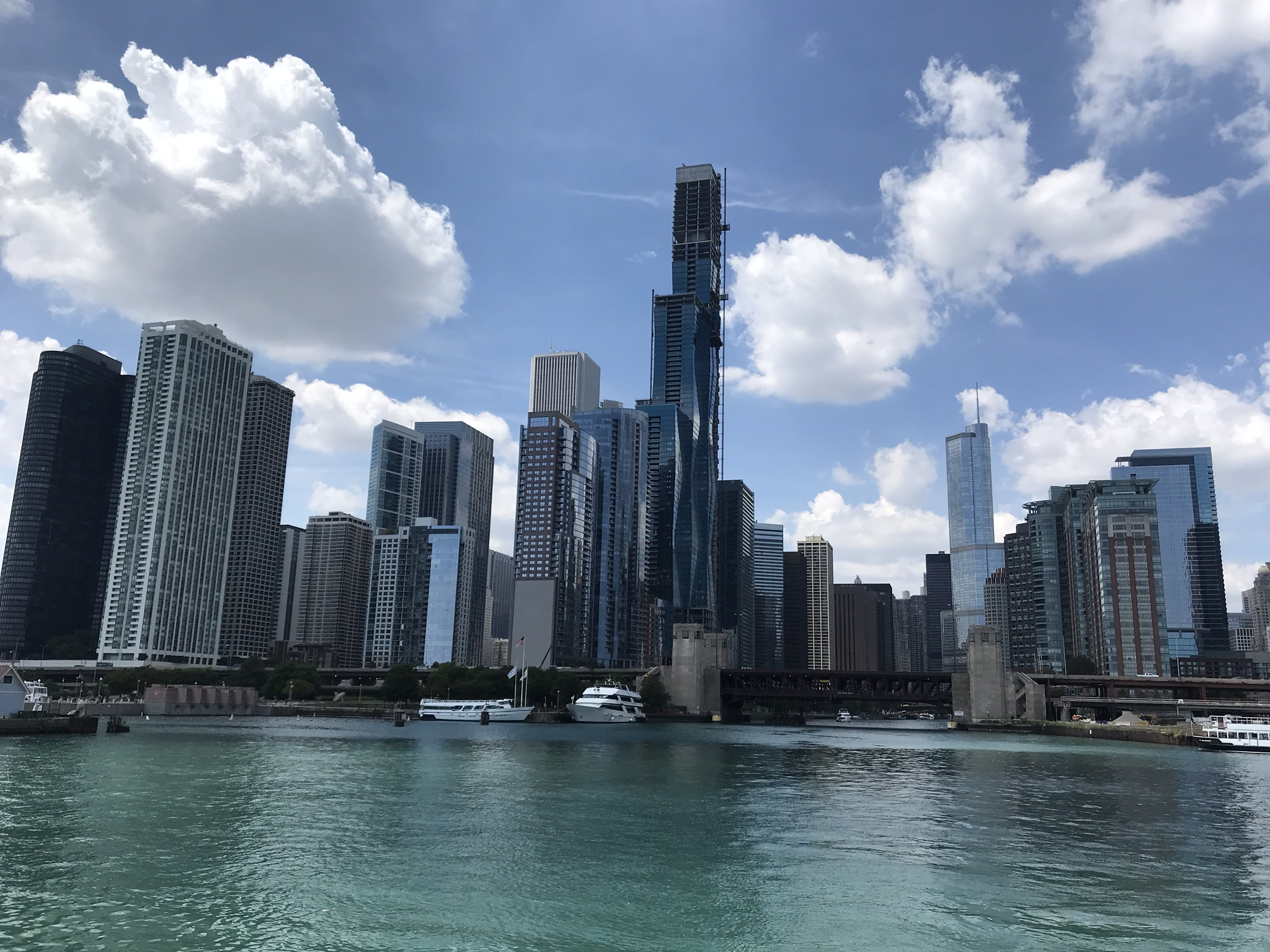
Das Gebäude im Stadtkontext August 2019